# 馬爾代夫航空
馬爾代夫航空是馬爾代夫的國家航空公司，以韋拉納國際機場為樞紐機場，營運馬爾代夫國內島際航線以及往亞洲的國際航線。馬爾代夫航空為馬爾代夫政府全資擁有的Island Aviation Services Limited的航空業務，總部設在馬爾代夫首都馬累。

## 歷史
2000年4月13日，馬爾代夫政府根據總統頒布的法令，將Island Aviation Services Limited改制為有限公司，由馬爾代夫政府全資擁有。Island Aviation Services成立之初使用3架客機，分別為龐巴迪Dash 8 Q200和多尼爾228，營運馬爾代夫國內航線。
2008年1月26日，Island Aviation Services開始營運首條國際航線往返印度特里凡得琅。
2008年8月25日，Island Aviation Services的航空業務更名為「Maldivian」。

## 航點
目前马尔代夫国家航空运营航班通达如下航点：

### 国内航线
馬爾地夫
- 马累 - 易卜拉欣·纳西尔国际机场 枢纽
- 阿魯環礁 - Hanimaadhoo国际机场（英语：Hanimaadhoo International Airport）
- 芭環礁 - Dharavandhoo Airport
- 南阿里環礁 - Villa International机场（英语：Villa International Airport）
- Kolhumadulu环礁（英语：Thaa Atoll） - Thimarafushi机场（英语：Thimarafushi Airport）
- 拉姆環礁 - Kadhdhoo机场（英语：Kadhdhoo Airport）
- 北蘇瓦迪瓦環礁 - Kooddoo机场（英语：Kooddoo Airport）
- 南蘇瓦迪瓦環礁 - Kaadedhdhoo机场（英语：Kaadedhdhoo Airport）
- 加納維雅尼環礁 - Fuvahmulah机场（英语：Fuvahmulah Airport）
- 阿杜環礁 - 甘岛国际机场 重要机场

### 国际航线
- 吉大港 - 沙赫阿马纳国际机场
- 达卡 - 沙阿贾拉勒国际机场

 中国
- 重庆 - 重庆江北国际机场
- 武汉 - 武汉天河国际机场
- 西安 - 西安咸阳国际机场
- 杭州 - 杭州萧山国际机场

 印度
- 金奈 - 金奈国际机场
- 特里凡得琅 - 特里凡得琅国际机场

 斯里蘭卡
- 科伦坡 - 班达拉奈克国际机场

## 機隊

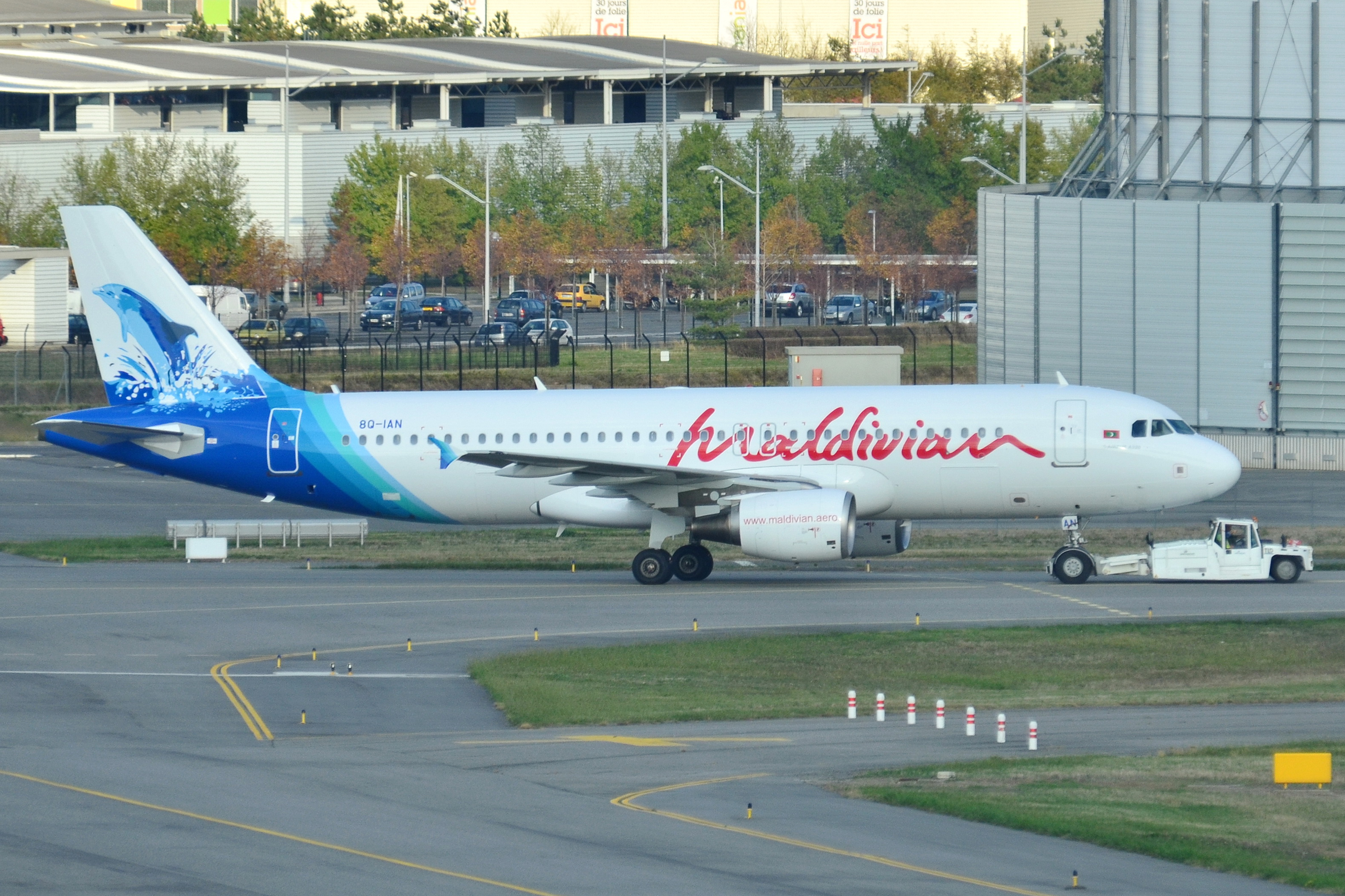
空中巴士A320

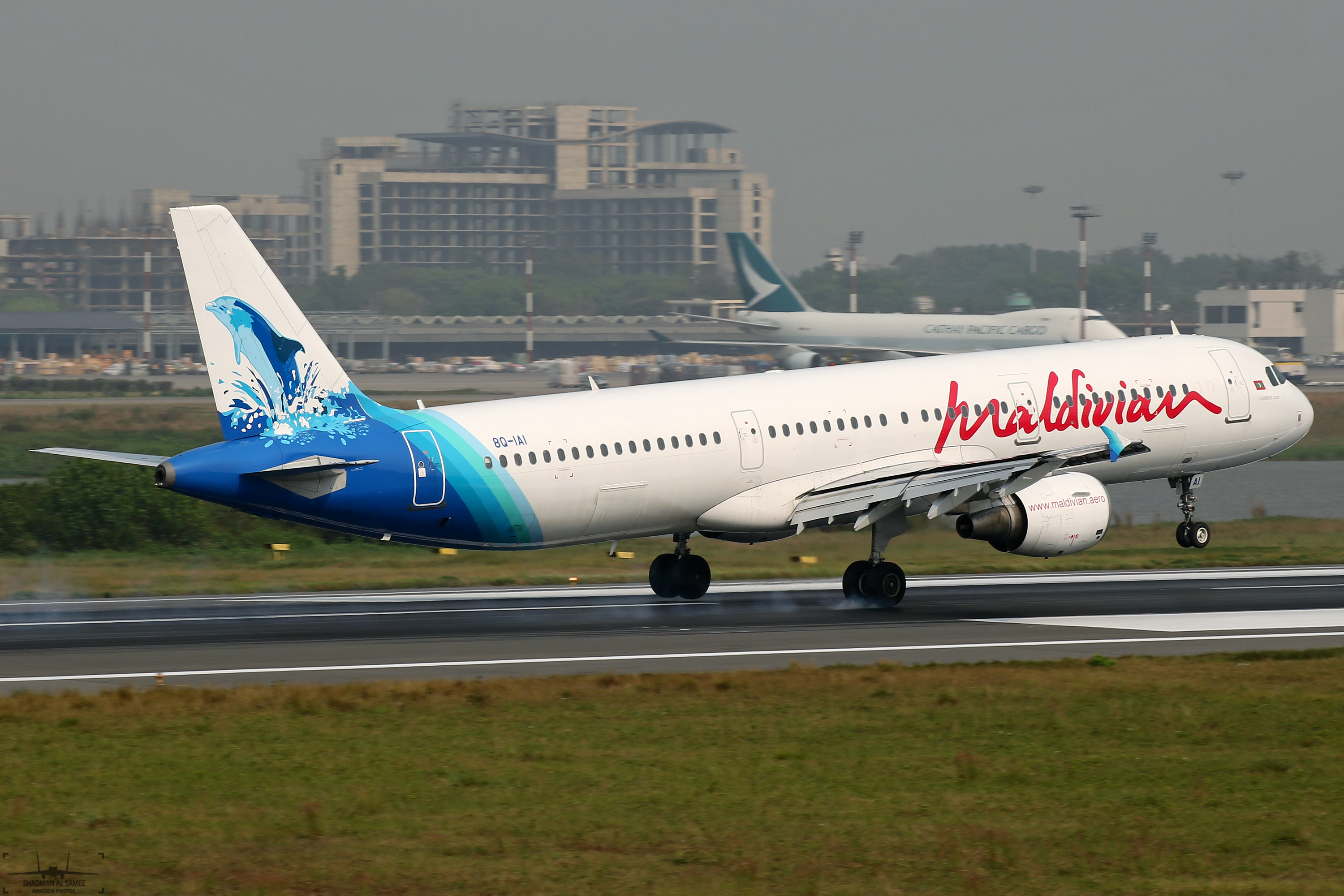
空中巴士A321

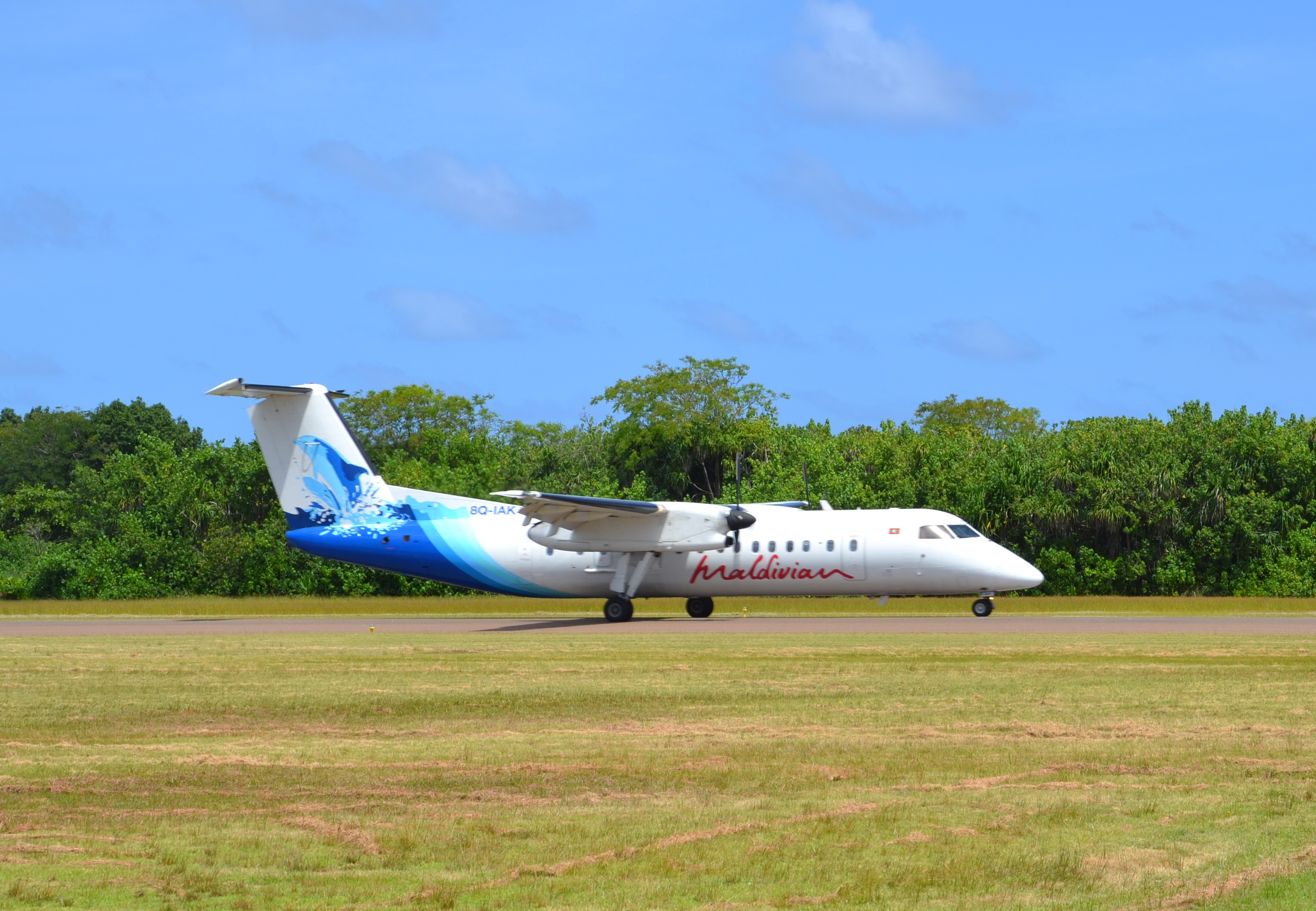
德哈維蘭加拿大DHC-8-300

| 機型                    | 數量 | 已訂購 | 載客量   | 載客量   | 載客量   | 備註           |
| 機型                    | 數量 | 已訂購 | C        | Y        | 總計     | 備註           |
| ----------------------- | ---- | ------ | -------- | -------- | -------- | -------------- |
| 空中巴士A320-200        | 1    | —      | 14       | 138      | 152      |                |
| 空中巴士A321-200        | 1    | —      | 6        | 194      | 200      |                |
| 空中巴士A330-200        | —    | 2      | 有待公布 | 有待公布 | 有待公布 |                |
| ATR 42-600              | —    | 1      | 有待公布 | 有待公布 | 有待公布 | 將於2022年交付 |
| ATR 72-600              | —    | 2      | 有待公布 | 有待公布 | 有待公布 | 將於2022年交付 |
| 德哈維蘭加拿大DHC-8-200 | 2    | —      | 0        | 37       | 37       |                |
| 德哈維蘭加拿大DHC-8-300 | 8    | —      | 0        | 50       | 50       |                |
| 德哈維蘭加拿大DHC-6-300 | 11   | —      | 0        | 15       | 15       |                |
| 總數                    | 23   | 5      |          |          |          |                |

### 機身塗裝
在"岛屿航空服务"时期，该公司客机的涂装为两只海豚和一只金枪鱼，并且在机腹绘有海浪图案，公司标志被放在尾翼正中间。在被整合成"马尔代夫国家航空"之后，去掉了机腹的海浪图案，换成了纯白色机腹，机尾绘有两只海豚和海浪。

## 服務

### 水上飞机
马尔代夫国家航空自2014年6月16日起开始运营水上飞机服务，负责将旅客从马累易卜拉欣·纳西尔国际机场送至国内的其他岛屿。同年7月6日完成首飞，该次航班飞往飞往Thaa环礁Maalifushi岛。 

### 机场贵宾室
马尔代夫国家航空的母公司岛屿航空服务在其四个马尔代夫境内的目的地设有贵宾室。

#### 马累国际机场
- Moonimaa Lounge
  - 贵宾室位于马累机场国内航站楼。

#### Hanimaadhoo机场
- Kashimaa Lounge - Hanimaadhoo
  - 贵宾室位于Haa Dhaal环礁Hanimadhoo岛的机场，该岛在马尔代夫北部。

#### Kaadehdhoo机场
- Kashimaa Lounge - Kaadehdhoo
  - 贵宾室位于Gaafu Dhaal环礁Kaadehdhdhoo岛的机场，该岛在马尔代夫南部。在2011年年末开始运营时只能容纳10名乘客，在2013年年初扩建后可以容纳下40名乘客。

#### Dharavandhoo机场
- Kashimaa Lounge - Dharavandhoo
  - Lounge allocated at the domestic airport in the island of 贵宾室位于Baa环礁Dharavandhoo岛的机场，该岛在马尔代夫北部。贵宾室自2013年8月20日开始运营。[9]

## 外部連結
- 馬爾地夫航空網站 （页面存档备份，存于）